# Saxo Grammaticus
Saxo Grammaticus o Sajón Gramático, también conocido como Saxo cognōmine Longus (ca. 1150-ca. 1220), fue un cronista, historiador, teólogo y autor danés de la Edad Media. Aunque los detalles biográficos sobre su vida son escasos y basados en conjeturas, se cree que pudo haber sido amanuense o secretarĭus del arzobispo Absalón de Lund, ministro de Valdemar I de Dinamarca. Se le atribuyen los dieciséis libros de la historia danesa de su época, la Gesta Danorum (Historia de los daneses), el primer intento de registrar la historia completa de Dinamarca, considerada la primera contribución danesa a la literatura universal. Probablemente su versión de la saga del príncipe danés Amleth fue la que inspiró a Shakespeare su Hamlet, a través de una versión dramatizada del escritor francés François de Belleforest. No obstante, no se sabe con certeza si Shakespeare tuvo acceso directo a la versión de Saxo Grammaticus.

## Nombre
Su nombre, Saxo, era muy común en la Dinamarca medieval. Es registrado a lo largo de la historia con diferentes nombres y cognómenes: Saxo; Saxon; Sakse; Saxe, el mester de runas; Saxo Sialandicus ("Sajón, el selandés"); Saxo Danus ("Sajón, el danés"); Saxo Longus o Langus ("Sajón, el alto"), etcétera.
El apelativo Grammaticus ("el erudito" o "el letrado") era un término latino para un maestro de letras, que recibió posteriormente, siendo llamado así por primera vez en el Jyske Krønike a mediados del siglo XIV. En el Sjællandske Krønike se lo menciona como Saxo cognōmine Longus (Saxo "con el sobrenombre de el alto").

## Biografía
Gran parte de su vida personal se desconoce o es supuesta a partir de indicios o datos incompletos. Se sabe, gracias a la Crónica de Jutlandia, que nació en Selandia. Es poco probable que haya nacido antes de 1150 y se supone que su muerte pudo haber ocurrido alrededor de 1220.
Vivió en un período de guerra y expansión danesa, dirigido por el arzobispo Absalón y los Valdemares. Los daneses también estaban siendo amenazados por los vendos, que realizaban incursiones a través de la frontera y por mar. Valdemar I también acababa de ganar una guerra civil y más tarde Valdemar II lideró una expedición a través del río Elba para invadir Holstein.
Sven Aagesen, un noble danés y autor de una historia de Dinamarca (la Breve historia de los reyes daneses), ligeramente anterior a la de Saxo, describe a su coetáneo, Saxo, como su contubernālis, que significa 'camarada de tienda'. Esto da a evidenciar de que Saxo y Sven podrían haber sido soldados en la Hird o guardia real, ya que Sven usó la palabra contubernium en referencia a ellos. También hay un Saxo que se encuentra en una lista de clérigos en Lund, donde había un Sven registrado como archidiácono. Asimismo, está Dean Saxo, que murió en 1190; sin embargo, la fecha no coincide con lo que se sabe de Saxo.
Ambos argumentos, para un Saxo laico o religioso, confirmarían que fue bien educado; como clérigo, habría recibido formación en latín y los hijos de grandes hombres a menudo eran enviados a París. Saxo proviene de una familia guerrera y escribe que él mismo está comprometido con ser soldado. Expresa el propio Saxo, en el Prefacio de la Gesta Danorum, que sigue 'el antiguo derecho de servicio hereditario', y que, tanto su padre como su abuelo, 'eran frecuentemente reconocidos en el campo de batalla por vuestro renombrado señor (Valdemar I)'.

La educación y la capacidad de Saxo respaldan la idea de que se educó fuera de Dinamarca, probablemente en Francia. Algunos sugieren que el título "Grammaticus" no se refiere a su educación sino a su elaborado estilo de latín. Su estilo elegante y muy ornamentado, raro para su época, despertó la admiración de Erasmo de Róterdam: 
«Probo vividum et ardens ingenium, orationem nusquam remissam aut dormitantem, tum miram verborum copiam, sententias crebras, et figurarum admirabilem varietatem; ut satis admirari non queam, unde illa aetate homini Dano tanta vis loquendi suppetierit, sed vix ulla in illo Ciceronis lineamenta reperias».

— Erasmo de Róterdam, Ciceronianus, p. 175–176
En español:
«Admiro tanto su genio vivaz y ardiente, su discurso rápido y fluido, su maravillosa riqueza de palabras, sus numerosos aforismos y su asombrosa variedad de figuras, que no puedo dejar de preguntarme de dónde obtuvo un danés de esa época tanta elocuencia; sin embargo, apenas encontrarás rastro alguno de Cicerón en él».
El estilo está cuidadosamente inspirado en el de los autores latinos de la 'Edad de Plata', especialmente Valerio Máximo y Marciano Capella.
Se lo suele calificar como poeta por la traducción y adaptación de obras poéticas para su Gesta Danorum. Destacan especialmente tres poemas heroicos, traducidos por Saxo a los hexámetros latinos. Estos poemas daneses más antiguos que se conocen son: la Bjarkemaalet, un himno de batalla diseñado para despertar sentimientos de guerra; Ingjaldskvadet, un poema que destaca el peligro corruptor del lujo sobre el antiguo espíritu vikingo; y Hagbard y Signe, una tragedia de amor y enemistades familiares.
Se sabe por sus escritos que formaba parte de la corte y recibió el patrocinio de Absalón de Lund, que fue el principal consejero del rey Valdemar I. En su testamento, Absalón perdonaría a su escribano Saxo una pequeña deuda de dos marcos y medio de plata y le dice que devuelva dos libros prestados al monasterio de Sorø. El legado de Saxo Grammaticus es la heroica historia de los daneses de dieciséis libros llamada Gesta Danorum.
Los intentos de identificarlo como un preboste en Roskilde, un subdiácono en el monasterio de San Laurentius en Lund, o como un escriba nombrado en el testamento de Absalón, son puramente conjeturas y no pueden ser verificados.

## Gesta Danorum
La Gesta Danorum es una crónica que abarcaría la historia completa la Dinamarca, desde el legendario rey Dan hasta la conquista de Pomerania por Canuto IV en 1185, escrita en un latín considerado como brillante y ornamentado.

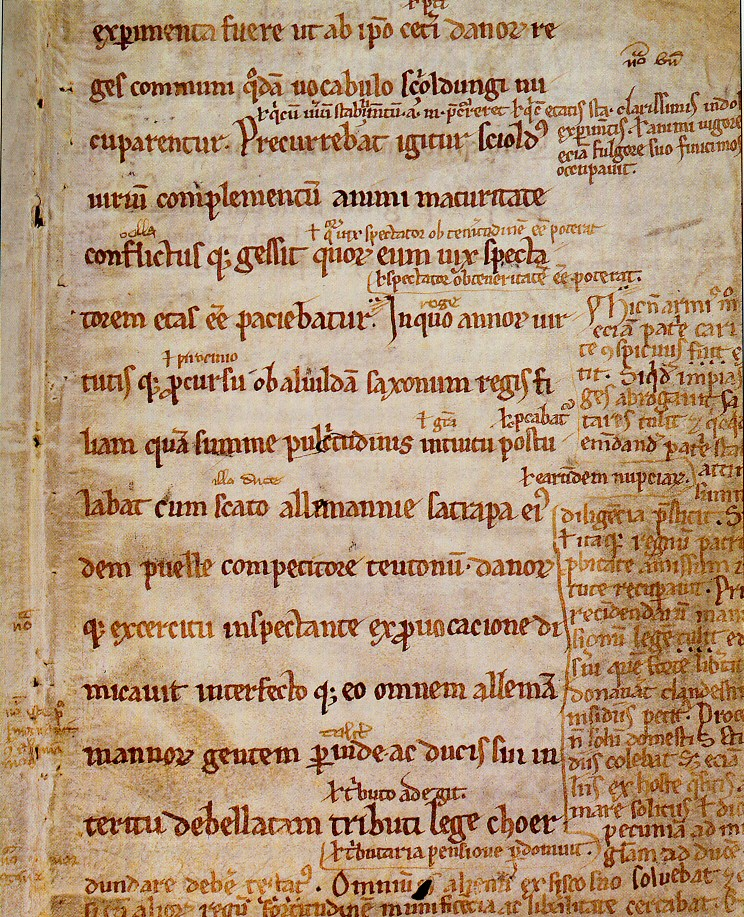
Facsímil de la Gesta Danorum (Fragmento de Angers), pág. 1

En el prefacio de la obra, Saxo escribe que su patrón, el arzobispo Absalón de Lund (c. 1128 -1201), lo había animado a escribir una historia heroica de los daneses. Se cree que la historia comenzó alrededor de 1185, después de que Sven Aegesen escribiera su historia. El objetivo de la Gesta Danorum era, como escribe Saxo, 'glorificar a nuestra patria', lo que logra sobre el modelo de la Eneida de Virgilio. Saxo también puede haber debido mucho a Platón y Cicerón, así como a escritores más contemporáneos como Godofredo de Monmouth.
La Gesta Danorum de Saxo se compiló a partir de fuentes que tienen un valor histórico cuestionable pero que, para su contexto, eran las únicas disponibles. Se basó en cuentos orales de los islandeses, volúmenes antiguos, cartas talladas en rocas y piedra, y las declaraciones de su patrón Absalón sobre la historia de la que el arzobispo había sido parte. El trabajo de Saxo no era estrictamente una historia o un simple registro de cuentos antiguos, sino más bien, como dice Friis-Jensen, 'un producto de la propia mente y época de Saxo'. Westergaard escribe que Saxo combina la historia y la mitología de la época heroica de Dinamarca y las transforma en su propia historia que ejemplifica el pasado de los daneses.
La historia se compone de dieciséis libros y se extiende desde la época de los fundadores del pueblo danés, el rey Dan y Angul, hasta aproximadamente el año 1187. Los primeros cuatro libros se ocupan de la historia de los daneses antes de Cristo, los siguientes cuatro libros se centran en su historia después de Cristo, los libros 9 a 12 abarcan la Dinamarca cristiana, y los libros 13 a 16 promueven a Lund y sus hazañas antes y durante la vida de Saxo.
Los primeros ocho volúmenes comparten una similitud con las obras del contemporáneo de Saxo, Snorri Sturluson. Se ocupan de elementos míticos como los gigantes y el panteón escandinavo de dioses. Saxo habla de Dan, el primer rey de Dinamarca, que tenía un hermano llamado Angul, que dio su nombre a los anglos. También cuenta las historias de varios otros héroes daneses, muchos de los cuales interactúan con los dioses escandinavos. Los dioses "paganos" de Saxo, sin embargo, no siempre son buenos, a veces son traicioneros, como en la historia de Harald, rey legendario de los daneses, a quien Odín le enseñó las formas de la guerra y luego fue traicionado y asesinado por el dios, quien luego lo llevó a Valhalla.
Es notorio que la visión del mundo de Saxo estaba fundamentada en valores muy guerreros, glorificando a los héroes que se hicieron famosos en la batalla mucho más que a los que hicieron la paz. Su visión del período de paz bajo el rey Frode es muy baja y solo se satisface cuando el rey Canuto recupera las costumbres ancestrales. La cronología de reyes de Saxo se extiende hasta San Canuto y su hijo Valdemar I. Saxo terminó la historia con el Prefacio, que escribió por última vez en 1216, aproximadamente, bajo el patrocinio de Anders Sunesen, quien reemplazó a Absalón como arzobispo de Lund. Saxo incluyó en el prefacio un cálido agradecimiento a ambos arzobispos y a quien era rey de aquel entonces, Valdemar II.